# Вировитички мостобран
Борбе за Вировитички мостобран вођене су између НОВЈ и немачког Вермахта током месеца фебруара 1945. године с циљем Вермахта да спречи план НОВЈ да ширењем слободне територије у Славонији прекине пут доставе материјала за немачке снаге утврђене на Сремском фронту.
Снаге НОВЈ су провалом из Мађарске током септембра и октобра 1944. године ослободиле већи део Славоније и Подравину (Подравска операција), али су немачко—квислиншке снаге током фебруара 1945. године присилиле НОВЈ на неуспешну одбрану Вировитичког мостобрана и њено повлачење.

## Формирање слободне територије НОВЈ
Током септембра и октобра 1944. НОВЈ је веома проширила слободну територију у Славонији и Подравини. 9. септембра ослобођена је Славонска Пожега, 13. септембра Дарувар, 15. септембра Пакрац. Кад је 5. октобра ослобођена Вировитица, слободна територија је знатном ширином избила на Драву. Даље ширење ограничено је неуспешним нападима на Копривницу 13-18. октобра и Нашице 18-24. новембра 1944.
Након форсирања Дунава код Апатина и Батине 11. новембра 1944, 57. армија Црвене армије потпомогнута Дванаестим корпусом НОВЈ напредовала је кроз делове Мађарске на левој страни Драве. Почетком децембра ове снаге ослободиле су Барч, чиме је остварена непосредна веза са слободном Вировитицом. Тиме је отворена перспектива да се у област Славоније убаце крупније снаге које би могле продрети у долину Саве, изазивајући на тај начин колапс Сремског фронта и прекидајући трасу за извлачење Групе армија Е. Тиме је слободна територија у Славонији и Подравини постала у правом смислу речи савезнички мостобран уклињен у осетљив простор од великог значаја за немачке снаге Команде Југоистока.
Међутим, ове оперативне претње којих су се Немци прибојавали нису остварене. Команда Црвене армије имала је друге планове. Напротив, уместо преласка у Славонију, по успостављању непосредне везе између снага са обе стране Драве, совјетски штабови тражили су од снага НОВЈ да интервенишу својим снагама преко Драве у Мађарској, у позадини немачког фронта. На десну обалу Драве Црвена армија пребацила је само један пук 233. дивизије, који се на мостобрану борио од 10. децембра 1944. до 20. јануара 1945.
Будући да је Вировитички мостобран представљао потенцијалну претњу, штаб 69. немачког корпуса током децембра безуспешно је покушавао да га ликвидира расположивим немачким и усташко-домобранским снагама. На мостобран су током децембра 1944. и јануара 1945. пребачене све три дивизије 12. војвођанског корпуса НОВЈ, тако да су се на њему налазила три корпуса (6, 10. и 12.), од 1. јануара 1945. под командом Треће армије ЈА.

## Борбе за мостобран
Кад је Група армија Е током децембра 1944. и јануара 1945. успела да ослободи своје снаге које су биле везане у Црној Гори и Санџаку, знатне снаге пребацила је на подручје између Саве и Драве. Током јануара организовала је противофанзиву на Сремском фронту (операција Зимска олуја), а током фебруара операцију за ликвидацију Вировитичког мостобрана (операција Вукодлак).
Почетком фебруара 1945. Група армија Е коначно је успела да довуче одговарајуће снаге за напад на мостобран. Овим нападном намеравала се уклонити стална оперативна претња, и истовремено створити основа за амибициозну немачку операцију „Фрилингсервахен” у марту, којом је немачка Врховна команда намеравала преокренути ток рата на истоку и југоистоку. У овом смислу, Вировитички мостобран представљао је истурени одбрамбени положај снага Црвене армије у јужној Мађарској.
За операцију Вукодлак Група армија Е успела је да концентрише 6 немачких дивизија уз пет самосталних батаљона, те елитну формацију НДХ, Прву хрватску ударну дивизију, уз 3 бојне 2. усташког стајаћег здруга. Операција је почела 6. фебруара 1945. у рано јутро. Главни правац напада био је од Нашица преко Подравске Слатине ка Вировитици. На овом правцу команду је имао штаб 91. корпуса. Наступањем са запада према Вировитици руководио је штаб 15. козачког коњичког корпуса. Постигавши изненађење у погледу главног правца напада, немачке снаге успешно су напредовале. Суочен са концентричним наступањем Немаца, штаб Треће армије ЈА био је принуђен да евакуише Вировитицу. Одлучено је да се 12. корпус пребаци преко Драве у Мађарску, док су 6 и 10. остали да се боре у Славонији. Евакуација 12. корпуса извршена је током 9. фебруара и током ноћи 9/10. фебруара. Немци су 10. фебруара ушли у Вировитицу, чиме је Вировитички мостобран престао да постоји.
У наставку операција од 16. до 28. фебруара 1945. Немци су успели да овладају градовима и да се пробију комуникацијама у Славонији, настојећи да униште снаге 6. и 10. корпуса. Како им то није успело, након операције повукли су снаге из средишњег дела Славоније и, поред учешћа у офанзиви на Драви, првенствено се концентрисали на одбрану долине Саве.
На мостобрану су за све време његовог постојања вођене тешке и упорне борбе уз обостране велике жртве. Од 1. јануара до 10. фебруара 1945. укупни губици Треће армије ЈА износили су 1.675 погинулих, 4.911 рањених и 1.241 несталих бораца.